# Mac OS 8
Mac OS 8（マック オーエス エイト）は、 Apple Computer（現在：Apple）により1997年9月26日にリリースされたオペレーティングシステム (OS) である。 漢字Talk 7.1以来、約5年ぶりとなるOSの最大規模な更新である。新機能の多くは、元々はより野心的なOSとして知られ失敗したCoplandプロジェクトの技術開発からもたらされたものである。1997年当時、Mac OS 8は、米国で最初の2週間のうちに120万本販売され、最も成功しているソフトウェアリリースだった。

## Copland
Coplandは1994年3月に初代Power Macintoshシリーズと共にAppleの次世代OSとして発表された、本来System 8となるはずだった開発プロジェクトのコードネームである。PowerPCネイティブのOSであり、マイクロカーネルやインテリジェント・エージェント、そしてGUIのテーマを変更出来るアピアランス・マネージャ、ハードウェアの抽象化、Finderにはデータベースの統合が図られていた。Coplandの後継はGershwinと呼ばれ、メモリ保護や完全なプリエンプティブ・マルチタスクを実現するとされた。Coplandは、完全に書き換えられたMac OSとなり、Appleは、僅か1年でリリースすることで、Microsoft Windows 95に対抗するつもりであった。
しかし、Coplandの開発は遅れ、リリース予定は度々延期された。最初は1995年末へ、それから1996年、1997年へと計画は後ろへズレて行った。プロジェクトの継続的なスケジュールの遅れにより、Appleの重役達は、約500人の開発者と25億ドルもの予算を費やすことを強いられた。その間に、CEOや開発責任者も交代し、1996年8月、前月就任したエレン・ハンコックCTOにより、Coplandプロジェクトは凍結され、Apple社外のOSを検討することが発表された。
その結果、AppleはNeXTを買収し、Mac OS X開発へと繋がった。
1997年1月のMacWORLD Expo/San Franciscoにて、当時のギル・アメリオCEOは、Coplandのリリースを中止したが、開発された機能は、半年ごとに追加して行くことを発表し、Mac OS 7.6をリリースした。その半年後に、Mac OS 8.0がリリースされることとなった。

## Mac OS 8.0
開発コード名Tempoとして開発されたMac OS 8.0は、米国では1997年7月26日に、日本では日本語版が1997年9月26日にリリースされた。サードパーティへの最後のライセンスとして1998年7月まで、UMAXに供給された。
主要な改良点や新機能として、プラチナアピアランス、PowerPCネイティブのマルチスレッド対応Finder、ユーザインターフェイスのカスタマイズ強化などがある。
- ことえり 2.0による日本語入力機能強化
- フォルダーナビゲーション
- フォルダーを画面下部へ移動することで、タブ化とポップアップメニューになる
- フォルダの中身を表示したままスクロールをする
- コンテキストメニュー
- ウインドウシェード
- カラーピッカーの改良
- Internetへの対応強化
- QuickTime VR 2.0
- QuickTime 2.5
- Cyberdog 2.0
- 作業環境マネージャ
- Web共有

## Mac OS 8.1
Mac OS 8.1は、米国では1998年1月19日に、日本では日本語版が1998年2月18日にリリースされた。Mac OS 8.0ユーザには無償でアップデータが配布された。68040搭載機対応では最後のMac OSである。信頼性とパフォーマンスの改善に主眼が置かれたアップデートである。新しいファイルシステムとしてHFS Plusが初めて採用され、大量のファイル、巨大なファイルサイズやより大きな容量のHDDがサポートされた。Microsoftとの提携により、Netscape Navigatorに代わりInternet Explorer 3が標準アプリケーションとして設定されている。
- DVD-ROM, UDFサポート
- FAT32サポート
- Carbonサポート
- Mac OS Runtime for Java 2.0（JDK 1.1.3サポート）

## Mac OS 8.5
Mac OS 8.5は、1998年10月17日に初めて世界同日に各国語版が発売された。日本では、発売時に当時の原田永幸社長がシャーロック・ホームズの扮装を行い秋葉原を訪れた
動作機種は、PowerPCを搭載したもののみとなった。発売直後にMicrosoft Office 98や日本語入力プログラムでの不具合を修正するMac OS 8.5 アップデートが配布された。
- インストーラの改良
- 言語解析機能を利用したSherlockによる自然言語検索[15]
- 標準でマルチリンガル対応（これまでは別途、各国語のLanguage Kit購入が必要であった）
- ネットワーク機能の高速化
- AppleScriptのPowerPCネイティブ化と高速化
- ネットワーク・タイムサーバによる時間の自動補正
- インターネットを使ったユーザ登録[16]

### Mac OS 8.5.1
1998年12月21日リリース。以下の不具合の修正と改善。
- ドライブ設定
- AppleScript
- HFS Plus
- Sherlockのプロキシ対応
- ADB機器の認識
- フォント表示

## Mac OS 8.6
1999年5月10日にリリースされたMac OS 8.6では、マルチプロセッシングサービス2.x以降の開発者APIを使用して、プリエンプティブタスクを処理するMac OSナノカーネルのサポートが追加された。 このアップデートにより、PowerBookのバッテリ寿命が改善され、Sherlock 2.1が追加された。 8.5および8.5.1に対するこの無料アップデートは、より速くて安定しており、スタートアップ画面の一部としてOSバージョンが表示される最初のMac OSだった。 しかし、プロセスの分離はまだなく、システムは依然としてプロセス間で協調的なマルチタスキングだったが、マルチプロセッシングサービスには、ブルータスクで実行する部分があり、それを認識しない全てのプログラムを実行するタスク、および唯一のタスクが68kのコードを実行できた。